# Eucalyptus corticosa
Eucalyptus corticosa är en myrtenväxtart som beskrevs av Lawrence Alexander Sidney Johnson. Eucalyptus corticosa ingår i släktet Eucalyptus och familjen myrtenväxter. Inga underarter finns listade i Catalogue of Life.